# León IV de Armenia
León IV (en armenio: Լեւոն Դ: , Levon IV) (también numerado como León V) (1309-28 de agosto de 1341) fue el último rey hetumiano de Cilicia, y gobernó desde 1320 hasta su muerte. Eral hijo  de Oshin de Armenia e Isabel de Corico, y ascendió al trono a la muerte de su padre.
Pasó su minoría bajo la regencia de Oshin de Córico. Durante este periodo, el reino estaba acosado por Mamelucos y Mongoles. En 1320, el sultán egipcio An-Nassir Muhammad ibn Qalawun invadió y saqueó Cilicia. En una carta datada el 1 de julio e 1322, y enviada desde Aviñón, el Papa Juan XXII recordaba al gobernante Mongol Abu Said Bahador Jan la alianza de sus antepasados con los cristianos, pidiendo su intervención en Cilicia. Al mismo tiempo solicitaba que abandonara el islam a favor del cristianismo. Se enviaron tropas mongolas a Cilicia, pero llegaron después de que hubiera acordado una tregua de 15 años entre Constantino, patriarca Armenio, y el sultán de Egipto.
El regente Oshin se había casado con la madrastra de León, Juana de Tarento, y León tuvo que casarse con Alicia, la hija de Oshin y su primera mujer, Margarita de Ibelin, el 10 de agosto de 1321. Oshin asesinó a varios miembros de la familia real para consolidar su poder, y la reacción de León al alcanzar la mayoría de edad en 1329 fue violenta. Oshin, su hermano Constantino, Condestable de Armenia y Señor de Lampron, y su mujer Alicia fueron asesinados por orden del rey, y la cabeza de Oshin enviada al Ilkhan y la de Constantino a An-Nasir Mohammed.
León era fuertemente prooccidental y favoreció la unión de las iglesias Armenia y Romana, lo que desagradó profundamente a los barones nativos. Su segundo matrimonio el 29 de diciembre de 1331 con Constanza, hija de Federico II de Sicilia y Leonor de Anjou, viuda de Enrique II de Chipre, excitó aún más los sentimientos antioccidentales.
En 1337, Al-Nasr Muhammad invadió otra vez Cilicia, conquistando Ayas, y Lón tuvo que acordar una humillante tregua, entregando territorios y una gran indemnización y comprometiéndose a no tener tratos con occidente. Pasó los últimos años de su reinado encerrado en la ciudadela de Sis, esperando la ayuda occidental. El 28 de agosto de 1341 fue asesinado por sus propios barones. Su único hijo con Alicia, Hethum, había muerto antes de 1331; los barones eligieron a su primo Constantino II como sucesor.